# Squamata
Gli squamati (Squamata Oppel, 1811) sono il più grande ordine di rettili attualmente esistente, comprendente i sauri, i serpenti e le anfisbenie. Con quasi 10 000 specie, si tratta del secondo più grande ordine di vertebrati, dopo i pesci Perciformi.
È l'ordine di rettili con la più ampia variabilità dimensionale, andando dai 16 mm del geco nano (Sphaerodactylus ariasae) ai circa 10 m dell'anaconda verde (Eunectes murinus) e del pitone reticolato (Malayopython reticulatus) fino ai 18 m dell'estinto mosasauro. I membri di questo ordine vengono distinti dagli altri rettili per la loro pelle che è ricoperta da squame cornee. Possiedono, inoltre, l'osso quadrato mobile, che rende possibile il movimento della mascella superiore rispetto al neurocranio; ciò è particolarmente visibile nei serpenti, capaci di spalancare ampiamente le fauci per inghiottire prede molto grandi in confronto alla dimensione della loro testa. Gli squamati sono strettamente imparentati con i tuatara, che assomigliano a lucertole, ma appartengono a Rhynchocephalia.

## Riproduzione
I membri maschi del gruppo degli Squamata sono gli unici vertebrati a possedere emipeni, che solitamente vengono tenuti rovesciati all'interno del corpo ed estroflessi per la riproduzione grazie al tessuto erettile simile a quello del pene umano. Usano un solo emipene alla volta ed alcune osservazioni indicano che i maschi ne alternano l'uso tra le copulazioni. Gli emipeni hanno forme diverse a seconda delle specie; spesso porta spine o uncini per permettere l'ancoraggio del maschio nella femmina. Alcune specie presentano addirittura emipeni biforcuti (ogni emipene ha due punte). Per il fatto che devono essere estroflessi e introflessi, non hanno un canale completamente chiuso per la conduzione degli spermi, ma presentano un solco seminale che si chiude quando il tessuto erettile si espande. Inoltre, gli squamati sono l'unico gruppo di rettili in cui si ritrovano specie vivipare e ovovivipare, insieme alle solite specie ovipare. Alcune specie, come il drago di Komodo, possono riprodursi asessualmente tramite partenogenesi.

## Evoluzione del veleno
Ricerche recenti suggeriscono che l'origine evolutiva del veleno possa radicarsi profondamente nella filogenesi degli squamati, con il 60% degli squamati riuniti nel gruppo dei Toxicofera. Il veleno è noto nei cladi Caenophidia, Anguimorpha e Iguania ed è stato dimostrato che si è evoluto una sola volta lungo queste linee prima della loro divergenza, perché tutte le linee condividono nove tossine. I record fossili mostrano che la divergenza tra Anguimorpha, Iguania e serpenti sia avvenuta circa 200 milioni di anni fa tra il Triassico superiore e il Giurassico inferiore. Ma le uniche prove fossili buone risalgono al Giurassico.
È stato dimostrato che il veleno dei serpenti si sia evoluto tramite un processo per cui un gene codificante una proteina, in genere coinvolta nei processi chiave di regolazione o bioattività, è stato duplicato e la copia è espressa selettivamente nella ghiandola velenifera. Nella precedente letteratura si ipotizzava che il veleno fosse una modificazione delle proteine salivari o pancreatiche, ma sono state trovate diverse tossine derivanti dall'alterazione di numerose proteine innocue provenienti da vari distretti corporei e con funzioni molto differenti.
La selezione naturale ha guidato la comparsa e la diversificazione delle tossine per contrastare le difese delle prede. Una volta reclutate nel proteoma del veleno, le tossine formano grandi famiglie multigeniche ed evolvono secondo il modello nascita-morte dell'evoluzione proteica, che porta alla diversificazione permettendo ai predatori che effettuano agguati di attaccare un ampio spettro di prede. Si pensa che questa rapida evoluzione e diversificazione sia il risultato di una corsa evolutiva agli armamenti tra predatore e preda, in cui entrambe le parti si adattano per contrastare l'altra.

## Morsi e letalità
Circa 125 000 persone all'anno muoiono per i morsi di serpenti velenosi. Soltanto negli Stati Uniti, si riportano più di 8 000 morsi di serpenti velenosi all'anno.
I morsi delle lucertole, a differenza di quelli dei serpenti velenosi, non sono letali. È noto che il drago di Komodo abbia ucciso 2 persone a causa delle sue dimensioni e studi recenti mostrano che possa avere un sistema di avvelenamento passivo. Altri studi recenti, inoltre, dimostrano che i parenti più vicini del drago di Komodo, le lucertole della famiglia Varanidae, hanno un sistema di avvelenamento simile, ma la tossicità dei morsi è relativamente bassa per l'uomo. Le loro tossine sono una risorsa cruciale per diverse medicine.

## Conservazione
Attualmente molte specie di squamati sono in pericolo di estinzione a causa della perdita di habitat, caccia e bracconaggio, commercio di animali, specie aliene introdotte nei loro habitat (che mettono a rischio le popolazioni autoctone attraverso la competizione, le malattie e la predazione) e molte altre ragioni. L'Africa presenta il maggior numero di specie estinte tra gli squamati per questi motivi. Tuttavia i programmi di allevamento e i parchi naturali stanno provando a salvare dall'estinzione molti rettili a rischio. Molti zoo, appassionati e allevatori cercano di trasmettere l'importanza dei serpenti e lucertole alla popolazione.

## Evoluzione
Gli squamati costituiscono il sister group monofiletico dei tuatara (Rhynchocephalia); insieme sono il sister group di coccodrilli e uccelli, gli arcosauri esistenti. I fossili dei rincocefali risalgono al Triassico inferiore e ciò significa che la linea che porta agli squamati doveva già esistere. Gli squamati moderni probabilmente risalgono al Giurassico medio, quando compaiono i fossili relativi a gechi, scincidi e serpenti; altri gruppi, tra cui iguanidae e varanidae, appaiono per la prima volta nel Cretaceo. 
Nel famoso giacimento di Solnhofen, in Germania, sono noti in particolare alcuni animali simili a gechi (Bavarisaurus, Ardeosaurus, Eichstaettisaurus) e analoghe forme sono note in Cina (Yabeinosaurus). Le prime lucertole erbivore, appartenenti al gruppo degli Scincomorpha, apparvero nel Cretaceo inferiore (circa 130 milioni di anni fa, genere Kuwajimalla), e si espansero nel corso del Cretaceo (famiglia Polyglyphanodontidae). I primi serpenti risalgono al Cretaceo inferiore (Lapparentophis) e sembrano essersi sviluppati da lucertole varanoidi. Molte lucertole di questo periodo svilupparono una tendenza all'ambiente acquatico: da citare Coniasaurus, i dolicosauridi, gli aigialosauridi e i mosasauridi, questi ultimi divenuti veri e propri superpredatori dei mari. Molte di queste forme scomparvero con l'estinzione di massa di fine Cretaceo (limite K-T), ma nel corso del Cenozoico le lucertole si diversificarono notevolmente; un gruppo di lucertole (Placosaurinae) sviluppò una notevole corazza dermica.
Le relazioni evolutive degli squamati sono dibattute e i dettagli specifici variano da uno studio all'altro. Nonostante molti gruppi originariamente riconosciuti sulla base della morfologia siano tuttora accettati, la nostra comprensione delle relazioni evolutive è cambiata radicalmente grazie ai risultati di studi sul DNA. La classificazione degli squamati è quindi correntemente considerata non risolta a causa del forte conflitto tra le ipotesi basate sulle analisi separate di datasets molecolari e morfologici. Secondo i dati morfologici, si pensava che il gruppo Iguania fosse il ramo più antico dell'albero filogenetico (gruppo basale), tuttavia studi sul DNA suggeriscono che siano i gechi ad esserlo, mentre Iguania viene compreso in Toxicofera. Un esempio di una classificazione moderna degli squamati basata sull'integrazione di dati morfologici e molecolari mostra le seguenti relazioni:
|  | Dibamidae (dibamidi)                         |
|  |                                              |
|  | Gekkota (gechi, lucertole senza zampe, ecc.) |
|  |                                              |

|  | Mosasauria† |
|  |             |
|  | Serpentes   |
|  |             |

|  | Anguimorpha (varani, orbettini ecc.)                                                       |
|  |                                                                                            |
|  | \| \| Iguania (iguane, camaleonti, ecc.) \| \| \| \| \| \| Polyglyphanodontia† \| \| \| \| |
|  |                                                                                            |
|  | Iguania (iguane, camaleonti, ecc.)                                                         |
|  |                                                                                            |
|  | Polyglyphanodontia†                                                                        |
|  |                                                                                            |

|  | Iguania (iguane, camaleonti, ecc.) |
|  |                                    |
|  | Polyglyphanodontia†                |
|  |                                    |

|  | Mosasauria† |
|  |             |
|  | Serpentes   |
|  |             |

|  | Anguimorpha (varani, orbettini ecc.)                                                       |
|  |                                                                                            |
|  | \| \| Iguania (iguane, camaleonti, ecc.) \| \| \| \| \| \| Polyglyphanodontia† \| \| \| \| |
|  |                                                                                            |
|  | Iguania (iguane, camaleonti, ecc.)                                                         |
|  |                                                                                            |
|  | Polyglyphanodontia†                                                                        |
|  |                                                                                            |

|  | Iguania (iguane, camaleonti, ecc.) |
|  |                                    |
|  | Polyglyphanodontia†                |
|  |                                    |

|  | Mosasauria† |
|  |             |
|  | Serpentes   |
|  |             |

|  | Anguimorpha (varani, orbettini ecc.)                                                       |
|  |                                                                                            |
|  | \| \| Iguania (iguane, camaleonti, ecc.) \| \| \| \| \| \| Polyglyphanodontia† \| \| \| \| |
|  |                                                                                            |
|  | Iguania (iguane, camaleonti, ecc.)                                                         |
|  |                                                                                            |
|  | Polyglyphanodontia†                                                                        |
|  |                                                                                            |

|  | Iguania (iguane, camaleonti, ecc.) |
|  |                                    |
|  | Polyglyphanodontia†                |
|  |                                    |

|  | Mosasauria† |
|  |             |
|  | Serpentes   |
|  |             |

|  | Anguimorpha (varani, orbettini ecc.)                                                       |
|  |                                                                                            |
|  | \| \| Iguania (iguane, camaleonti, ecc.) \| \| \| \| \| \| Polyglyphanodontia† \| \| \| \| |
|  |                                                                                            |
|  | Iguania (iguane, camaleonti, ecc.)                                                         |
|  |                                                                                            |
|  | Polyglyphanodontia†                                                                        |
|  |                                                                                            |

|  | Iguania (iguane, camaleonti, ecc.) |
|  |                                    |
|  | Polyglyphanodontia†                |
|  |                                    |

|  | Mosasauria† |
|  |             |
|  | Serpentes   |
|  |             |

|  | Anguimorpha (varani, orbettini ecc.)                                                       |
|  |                                                                                            |
|  | \| \| Iguania (iguane, camaleonti, ecc.) \| \| \| \| \| \| Polyglyphanodontia† \| \| \| \| |
|  |                                                                                            |
|  | Iguania (iguane, camaleonti, ecc.)                                                         |
|  |                                                                                            |
|  | Polyglyphanodontia†                                                                        |
|  |                                                                                            |

|  | Iguania (iguane, camaleonti, ecc.) |
|  |                                    |
|  | Polyglyphanodontia†                |
|  |                                    |

|  | Mosasauria† |
|  |             |
|  | Serpentes   |
|  |             |

|  | Anguimorpha (varani, orbettini ecc.)                                                       |
|  |                                                                                            |
|  | \| \| Iguania (iguane, camaleonti, ecc.) \| \| \| \| \| \| Polyglyphanodontia† \| \| \| \| |
|  |                                                                                            |
|  | Iguania (iguane, camaleonti, ecc.)                                                         |
|  |                                                                                            |
|  | Polyglyphanodontia†                                                                        |
|  |                                                                                            |

|  | Iguania (iguane, camaleonti, ecc.) |
|  |                                    |
|  | Polyglyphanodontia†                |
|  |                                    |

|  | Mosasauria† |
|  |             |
|  | Serpentes   |
|  |             |

|  | Anguimorpha (varani, orbettini ecc.)                                                       |
|  |                                                                                            |
|  | \| \| Iguania (iguane, camaleonti, ecc.) \| \| \| \| \| \| Polyglyphanodontia† \| \| \| \| |
|  |                                                                                            |
|  | Iguania (iguane, camaleonti, ecc.)                                                         |
|  |                                                                                            |
|  | Polyglyphanodontia†                                                                        |
|  |                                                                                            |

|  | Iguania (iguane, camaleonti, ecc.) |
|  |                                    |
|  | Polyglyphanodontia†                |
|  |                                    |

|  | Mosasauria† |
|  |             |
|  | Serpentes   |
|  |             |

|  | Anguimorpha (varani, orbettini ecc.)                                                       |
|  |                                                                                            |
|  | \| \| Iguania (iguane, camaleonti, ecc.) \| \| \| \| \| \| Polyglyphanodontia† \| \| \| \| |
|  |                                                                                            |
|  | Iguania (iguane, camaleonti, ecc.)                                                         |
|  |                                                                                            |
|  | Polyglyphanodontia†                                                                        |
|  |                                                                                            |

|  | Iguania (iguane, camaleonti, ecc.) |
|  |                                    |
|  | Polyglyphanodontia†                |
|  |                                    |

|  | Dibamidae (dibamidi)                         |
|  |                                              |
|  | Gekkota (gechi, lucertole senza zampe, ecc.) |
|  |                                              |

|  | Mosasauria† |
|  |             |
|  | Serpentes   |
|  |             |

|  | Anguimorpha (varani, orbettini ecc.)                                                       |
|  |                                                                                            |
|  | \| \| Iguania (iguane, camaleonti, ecc.) \| \| \| \| \| \| Polyglyphanodontia† \| \| \| \| |
|  |                                                                                            |
|  | Iguania (iguane, camaleonti, ecc.)                                                         |
|  |                                                                                            |
|  | Polyglyphanodontia†                                                                        |
|  |                                                                                            |

|  | Iguania (iguane, camaleonti, ecc.) |
|  |                                    |
|  | Polyglyphanodontia†                |
|  |                                    |

|  | Mosasauria† |
|  |             |
|  | Serpentes   |
|  |             |

|  | Anguimorpha (varani, orbettini ecc.)                                                       |
|  |                                                                                            |
|  | \| \| Iguania (iguane, camaleonti, ecc.) \| \| \| \| \| \| Polyglyphanodontia† \| \| \| \| |
|  |                                                                                            |
|  | Iguania (iguane, camaleonti, ecc.)                                                         |
|  |                                                                                            |
|  | Polyglyphanodontia†                                                                        |
|  |                                                                                            |

|  | Iguania (iguane, camaleonti, ecc.) |
|  |                                    |
|  | Polyglyphanodontia†                |
|  |                                    |

|  | Mosasauria† |
|  |             |
|  | Serpentes   |
|  |             |

|  | Anguimorpha (varani, orbettini ecc.)                                                       |
|  |                                                                                            |
|  | \| \| Iguania (iguane, camaleonti, ecc.) \| \| \| \| \| \| Polyglyphanodontia† \| \| \| \| |
|  |                                                                                            |
|  | Iguania (iguane, camaleonti, ecc.)                                                         |
|  |                                                                                            |
|  | Polyglyphanodontia†                                                                        |
|  |                                                                                            |

|  | Iguania (iguane, camaleonti, ecc.) |
|  |                                    |
|  | Polyglyphanodontia†                |
|  |                                    |

|  | Mosasauria† |
|  |             |
|  | Serpentes   |
|  |             |

|  | Anguimorpha (varani, orbettini ecc.)                                                       |
|  |                                                                                            |
|  | \| \| Iguania (iguane, camaleonti, ecc.) \| \| \| \| \| \| Polyglyphanodontia† \| \| \| \| |
|  |                                                                                            |
|  | Iguania (iguane, camaleonti, ecc.)                                                         |
|  |                                                                                            |
|  | Polyglyphanodontia†                                                                        |
|  |                                                                                            |

|  | Iguania (iguane, camaleonti, ecc.) |
|  |                                    |
|  | Polyglyphanodontia†                |
|  |                                    |

|  | Mosasauria† |
|  |             |
|  | Serpentes   |
|  |             |

|  | Anguimorpha (varani, orbettini ecc.)                                                       |
|  |                                                                                            |
|  | \| \| Iguania (iguane, camaleonti, ecc.) \| \| \| \| \| \| Polyglyphanodontia† \| \| \| \| |
|  |                                                                                            |
|  | Iguania (iguane, camaleonti, ecc.)                                                         |
|  |                                                                                            |
|  | Polyglyphanodontia†                                                                        |
|  |                                                                                            |

|  | Iguania (iguane, camaleonti, ecc.) |
|  |                                    |
|  | Polyglyphanodontia†                |
|  |                                    |

|  | Mosasauria† |
|  |             |
|  | Serpentes   |
|  |             |

|  | Anguimorpha (varani, orbettini ecc.)                                                       |
|  |                                                                                            |
|  | \| \| Iguania (iguane, camaleonti, ecc.) \| \| \| \| \| \| Polyglyphanodontia† \| \| \| \| |
|  |                                                                                            |
|  | Iguania (iguane, camaleonti, ecc.)                                                         |
|  |                                                                                            |
|  | Polyglyphanodontia†                                                                        |
|  |                                                                                            |

|  | Iguania (iguane, camaleonti, ecc.) |
|  |                                    |
|  | Polyglyphanodontia†                |
|  |                                    |

|  | Mosasauria† |
|  |             |
|  | Serpentes   |
|  |             |

|  | Anguimorpha (varani, orbettini ecc.)                                                       |
|  |                                                                                            |
|  | \| \| Iguania (iguane, camaleonti, ecc.) \| \| \| \| \| \| Polyglyphanodontia† \| \| \| \| |
|  |                                                                                            |
|  | Iguania (iguane, camaleonti, ecc.)                                                         |
|  |                                                                                            |
|  | Polyglyphanodontia†                                                                        |
|  |                                                                                            |

|  | Iguania (iguane, camaleonti, ecc.) |
|  |                                    |
|  | Polyglyphanodontia†                |
|  |                                    |

|  | Mosasauria† |
|  |             |
|  | Serpentes   |
|  |             |

|  | Anguimorpha (varani, orbettini ecc.)                                                       |
|  |                                                                                            |
|  | \| \| Iguania (iguane, camaleonti, ecc.) \| \| \| \| \| \| Polyglyphanodontia† \| \| \| \| |
|  |                                                                                            |
|  | Iguania (iguane, camaleonti, ecc.)                                                         |
|  |                                                                                            |
|  | Polyglyphanodontia†                                                                        |
|  |                                                                                            |

|  | Iguania (iguane, camaleonti, ecc.) |
|  |                                    |
|  | Polyglyphanodontia†                |
|  |                                    |

Tutti i più recenti studi molecolari suggeriscono che diverse famiglie di squamati formino un clade velenoso, chiamato Toxicofera, che comprende la maggior parte (quasi il 60%) delle specie. Questo raggruppamento unisce Serpentes (serpenti), Iguania (agamidi, camaleontidi, iguanidi, ecc) e Anguimorpha (varanidi, elodermidi ecc).

## Tassonomia

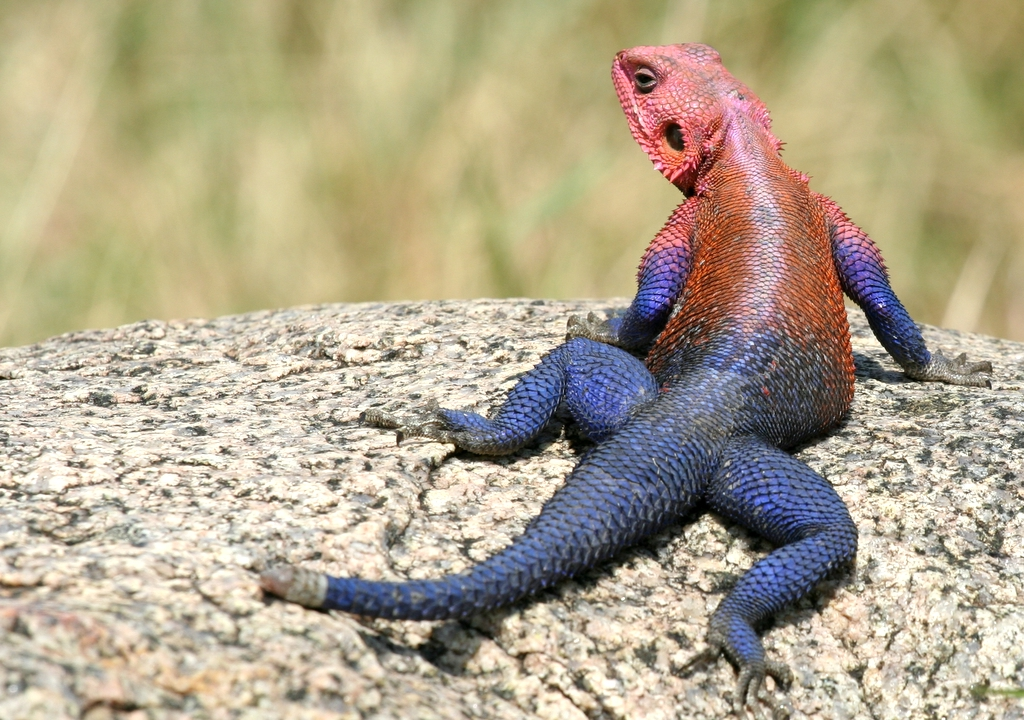
Agama agama
Agamidae

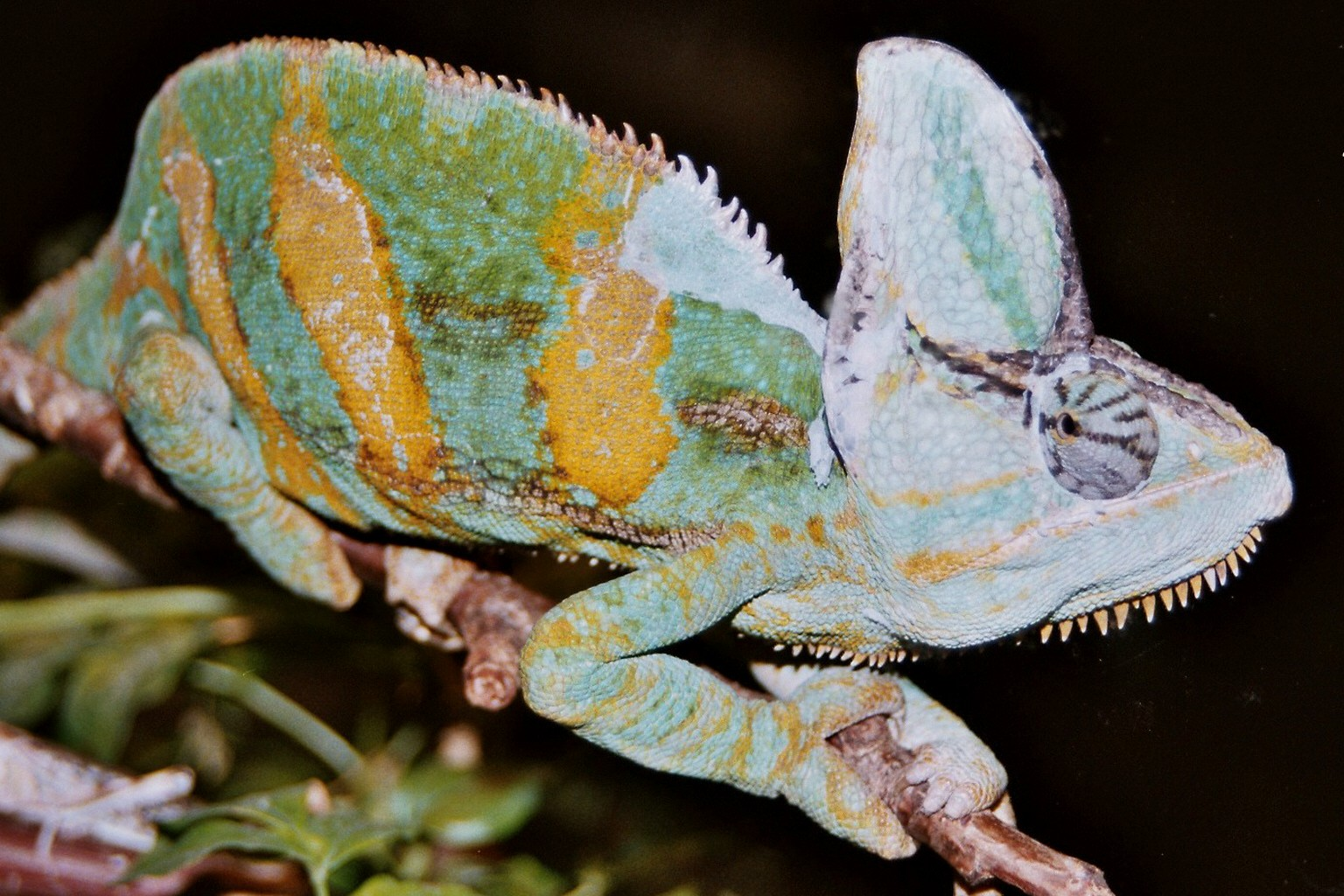
Chamaeleo calyptratus
Chamaeleonidae

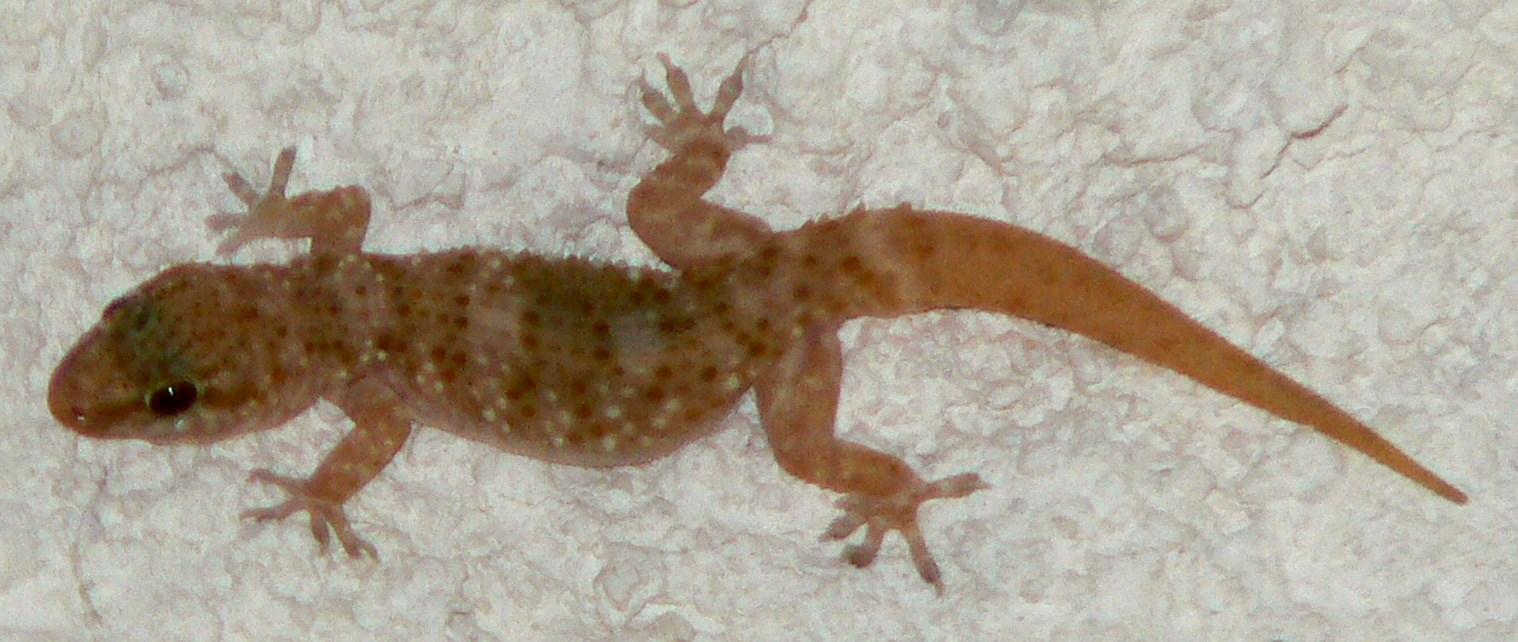
Tarentola mauritanica
Gekkonidae

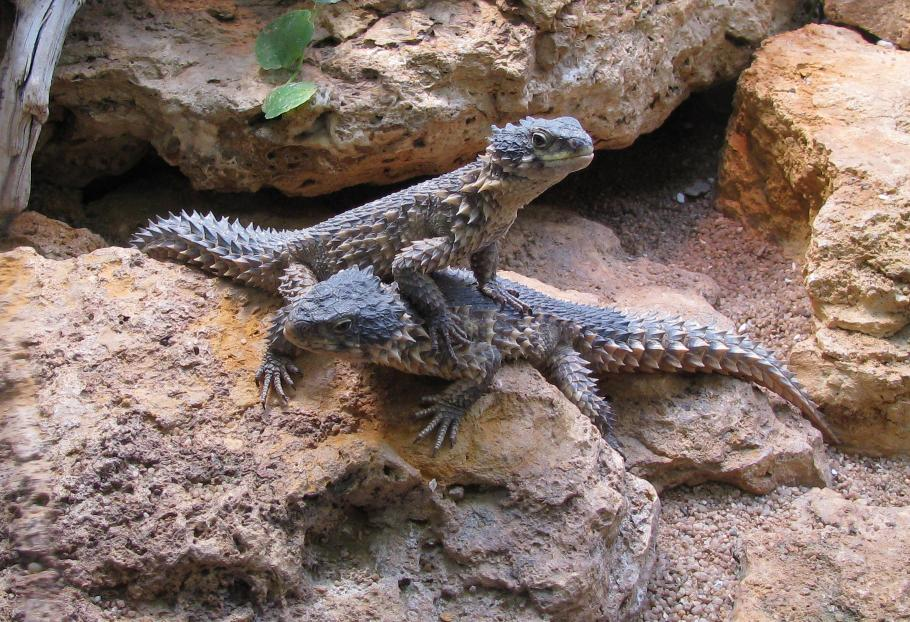
Smaug giganteus
Cordylidae

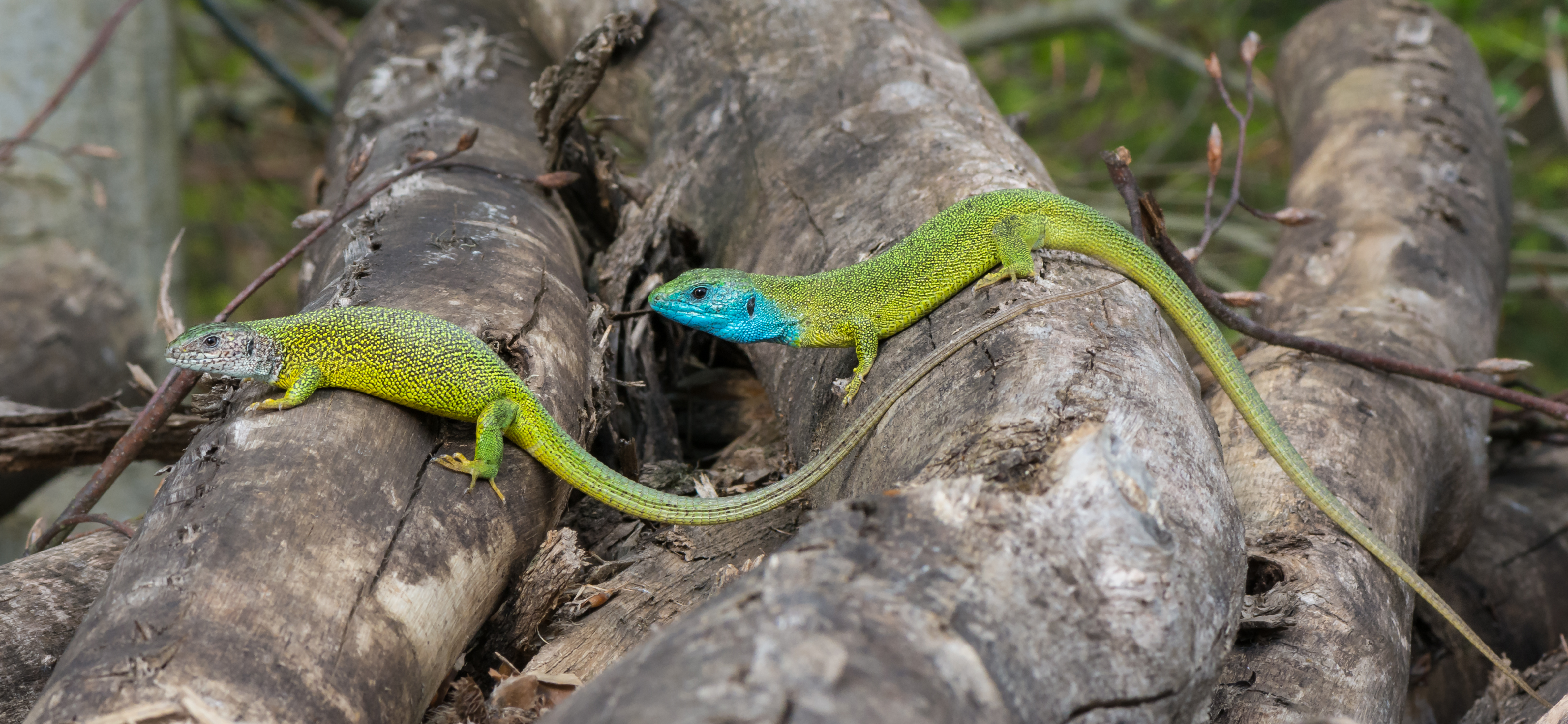
Lacerta viridis
Lacertidae

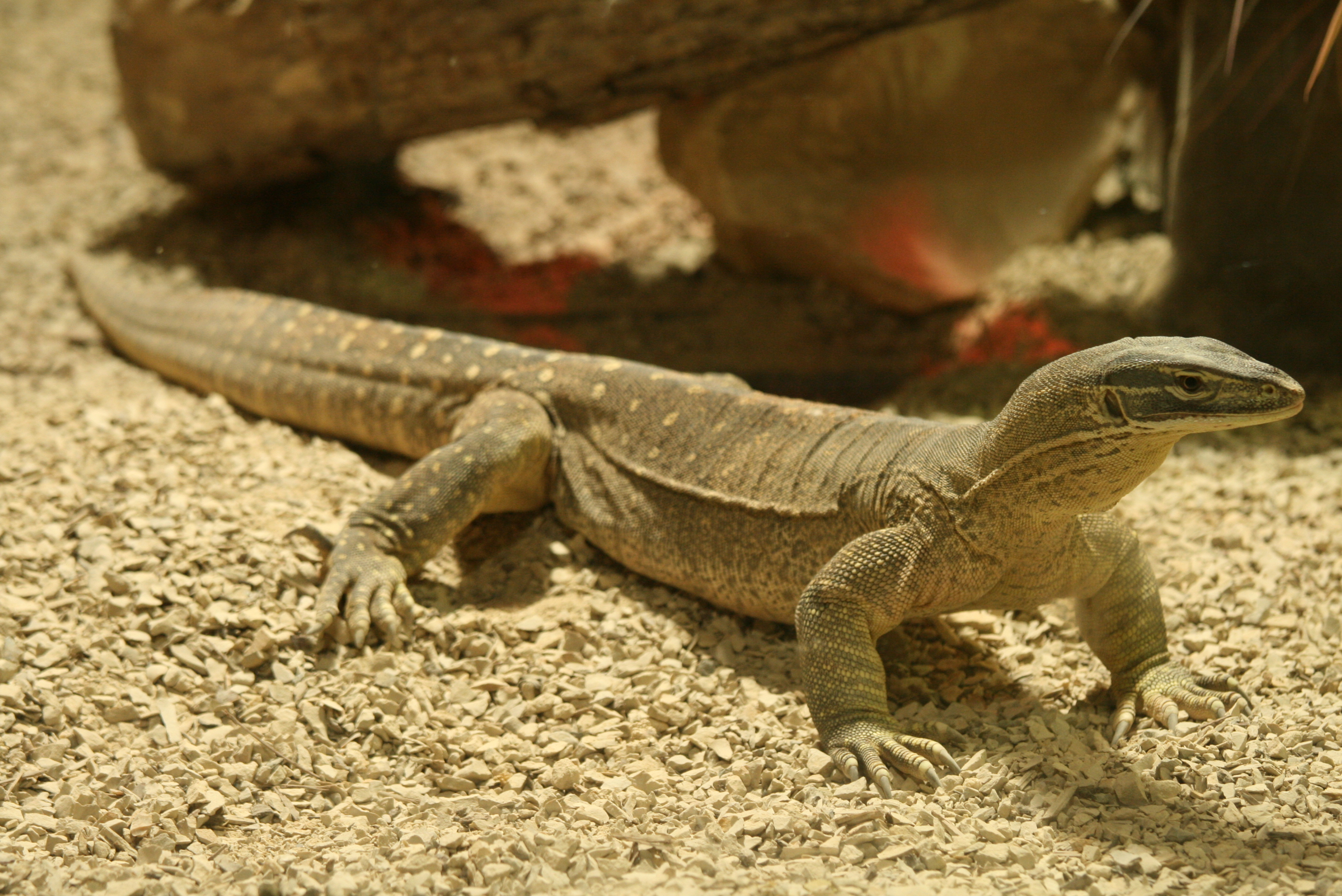
Varanus gouldii
Varanidae

L'ordine Squamata è tradizionalmente suddiviso in tre sottordini (Lacertilia, Serpentes e Amphisbaenia), suddivisi a loro volta nei seguenti infraordini, superfamiglie e famiglie:
- Sottordine Lacertilia Günther, 1867 (o Sauria)
  - Infraordine Iguania Cope, 1864
    - Famiglia Agamidae Spix, 1825
    - Famiglia Chamaeleonidae Rafinesque, 1815
    - Famiglia Corytophanidae Fitzinger, 1843
    - Famiglia Crotaphytidae Frost & Etheridge, 1989
    - Famiglia Dactyloidae Fitzinger, 1843
    - Famiglia Hoplocercidae Frost & Etheridge, 1989
    - Famiglia Iguanidae s. str. Oppel, 1811
    - Famiglia Leiocephalidae Frost & Etheridge, 1989
    - Famiglia Leiosauridae Frost et al., 2001
    - Famiglia Liolaemidae Frost & Etheridge, 1989
    - Famiglia Opluridae Moody, 1983
    - Famiglia Phrynosomatidae Frost & Etheridge, 1989
    - Famiglia Polychrotidae Frost & Etheridge, 1989
    - Famiglia Tropiduridae Bell, 1843

  - Infraordine Gekkota Cuvier, 1817
    - Famiglia Gekkonidae Oppel, 1811
    - Famiglia Carphodactylidae Kluge, 1967
    - Famiglia Diplodactylidae Underwood, 1954
    - Famiglia Eublepharidae Boulenger, 1883
    - Famiglia Phyllodactylidae Gamble, Bauer, Greenbaum & Jackman, 2008
    - Famiglia Sphaerodactylidae Underwood, 1954
    - Famiglia Pygopodidae Boulenger, 1884

  - Infraordine Scincomorpha Camp, 1923
    - Famiglia Cordylidae Fitzinger, 1826
    - Famiglia Gerrhosauridae Fitzinger, 1843
    - Famiglia Gymnophthalmidae Merrem, 1820
    - Famiglia Lacertidae Gray, 1825
    - Famiglia Scincidae Gray, 1825
    - Famiglia Teiidae Gray, 1827
    - Famiglia Xantusiidae Baird, 1858

  - Infraordine Diploglossa Cope, 1864
    - Famiglia Anguidae Gray, 1825
    - Famiglia Diploglossidae Bocourt, 1873
    - Famiglia Anniellidae Boulenger, 1885
    - Famiglia Xenosauridae Cope, 1866

  - Infraordine Dibamia Gasc, 1968
    - Famiglia Dibamidae Boulenger, 1884

  - Infraordine Platynota Duméril & Bibron, 1836 (o Varanoidea) 
    - Famiglia Helodermatidae Gray, 1837
    - Famiglia Lanthanotidae Steindachner, 1878
    - Famiglia Shinisauridae Ahl, 1930
    - Famiglia Varanidae Hardwicke & Gray, 1827

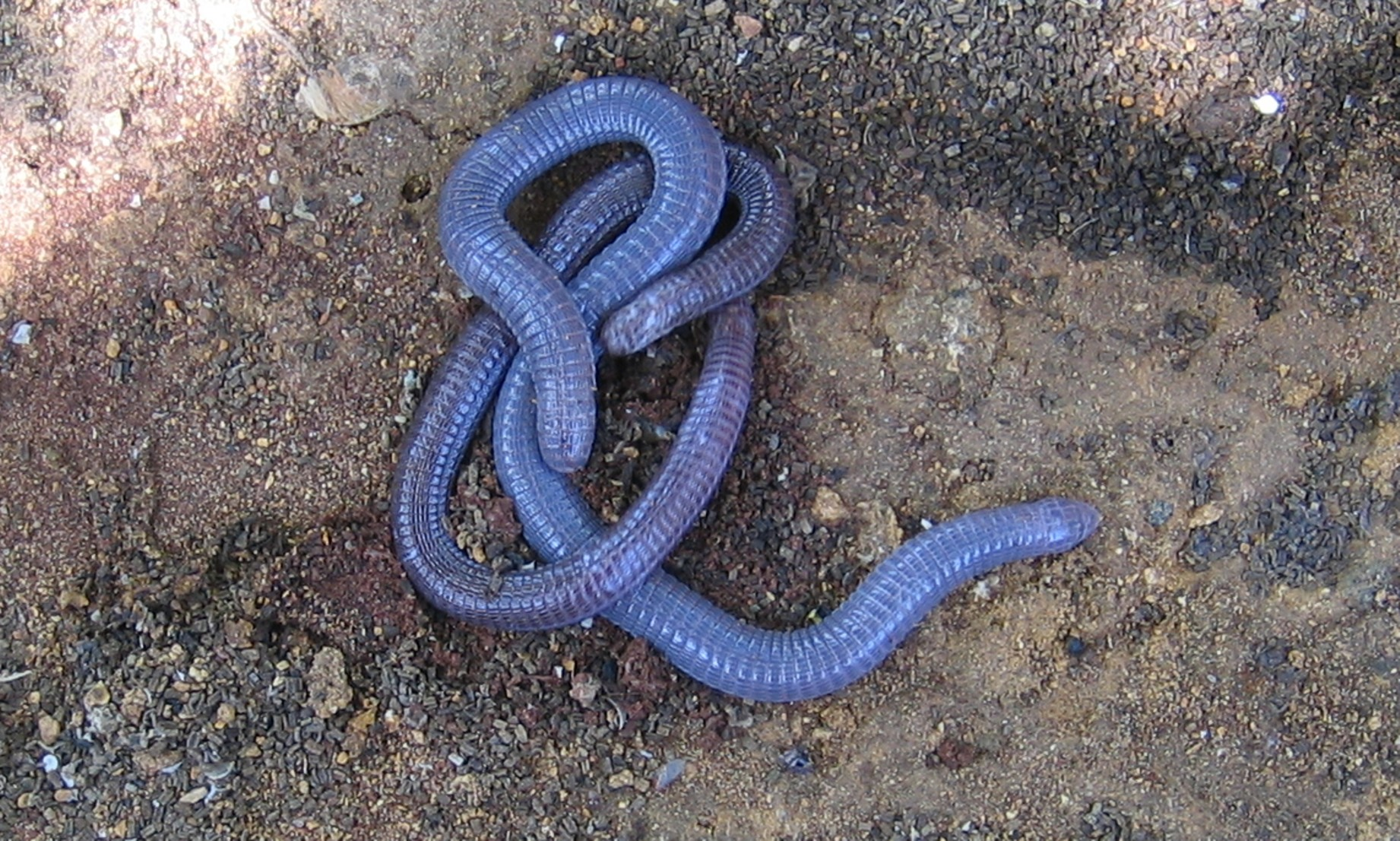
Blanus cinereus
Blanidae

- Sottordine Amphisbaenia Gray, 1844
  - Famiglia Amphisbaenidae Gray, 1865
  - Famiglia Bipedidae Taylor, 1951
  - Famiglia Blanidae Kearney, 2003
  - Famiglia Cadeidae Vidal & Hedges, 2008
  - Famiglia Rhineuridae Vanzolini, 1951
  - Famiglia Trogonophiidae Gray, 1865

- Sottordine Serpentes Linnaeus, 1758 (o Ophidia)

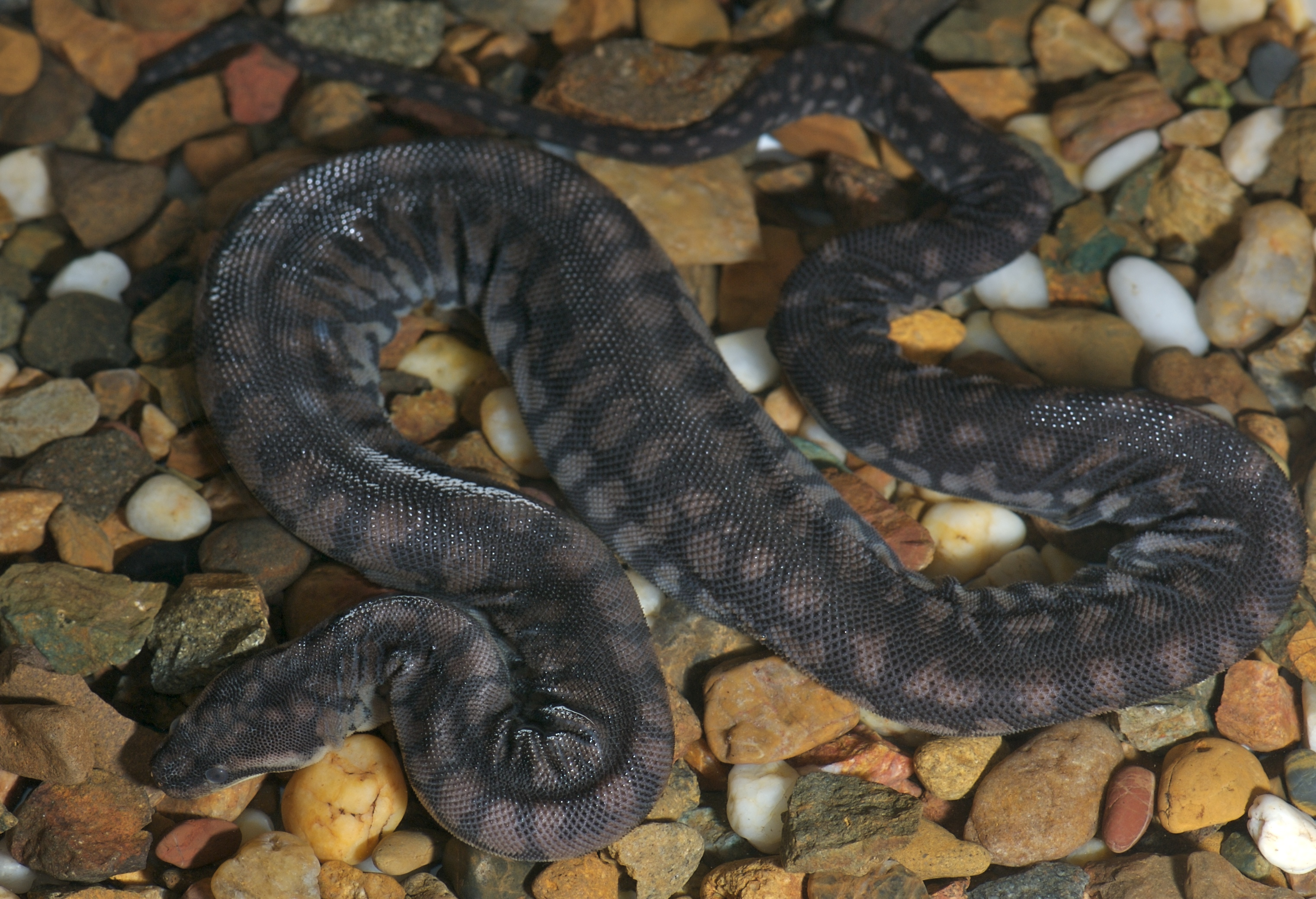
Acrochordus arafurae
Acrochordidae

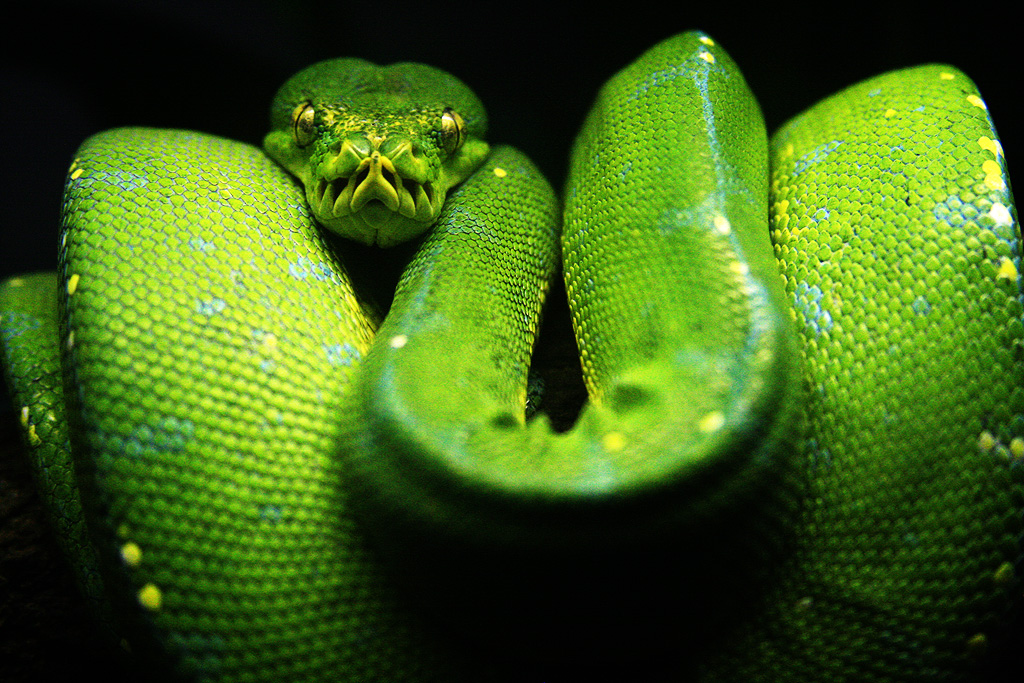
Morelia viridis
Pythonidae

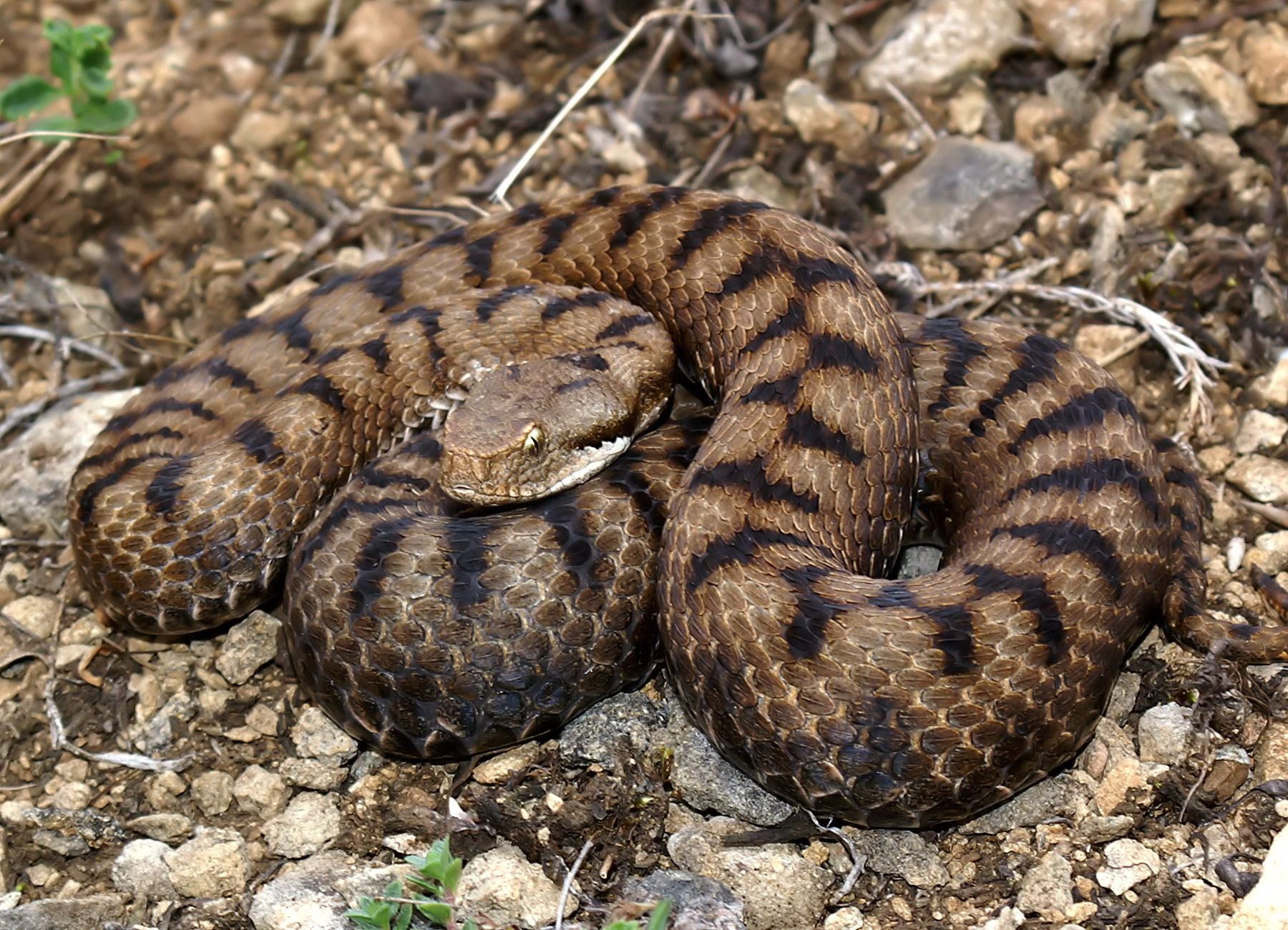
Vipera aspis
Viperidae

  - Infraordine Alethinophidia Nopcsa, 1923
    - Superfamiglia Henophidia
      - Famiglia Aniliidae Stejneger, 1907
      - Famiglia Anomochilidae Cundall, Wallach & Rossman, 1993
      - Famiglia Boidae Gray, 1825
      - Famiglia Bolyeridae Hoffstetter, 1946
      - Famiglia Cylindrophiidae Fitzinger, 1843
      - Famiglia Loxocemidae Cope, 1861
      - Famiglia Pythonidae Fitzinger, 1826
      - Famiglia Tropidophiidae Brongersma, 1951
      - Famiglia Uropeltidae Müller, 1832
      - Famiglia Xenopeltidae Gray, 1849
      - Famiglia Xenophidiidae Wallach & Günther, 1998

    - Superfamiglia Caenophidia
      - Famiglia Acrochordidae Bonaparte, 1831
      - Famiglia Colubridae Oppel, 1811
      - Famiglia Dipsadidae Bonaparte, 1838
      - Famiglia Lamprophiidae Fitzinger, 1843
      - Famiglia Natricidae Bonaparte, 1838
      - Famiglia Pseudoxenodontidae McDowell, 1987
      - Famiglia Elapidae Boie, 1827
      - Famiglia Homalopsidae Bonaparte, 1845
      - Famiglia Pareatidae Romer, 1956
      - Famiglia Viperidae Oppel, 1811
      - Famiglia Xenodermatidae Gray, 1849

  - Infraordine Scolecophidia Cope, 1864
    - Superfamiglia Typhlopoidea Gray, 1845
      - Famiglia Anomalepididae Taylor, 1939
      - Famiglia Gerrhopilidae Vidal et al., 2010
      - Famiglia Typhlopidae Merrem, 1820
      - Famiglia Leptotyphlopidae Stejneger, 1892
      - Famiglia Xenotyphlopidae Vidal et al., 2010

## Classificazione filogenetica
- Sottordine Dibamia Gasc, 1968
  - Famiglia Dibamidae
- Sottordine Gekkota Cuvier, 1817 (gechi)
  - Famiglia Gekkonidae Oppel, 1811
  - Famiglia Carphodactylidae Kluge, 1967
  - Famiglia Diplodactylidae Underwood, 1954
  - Famiglia Eublepharidae Boulenger, 1883
  - Famiglia Phyllodactylidae Gamble, Bauer, Greenbaum & Jackman, 2008
  - Famiglia Sphaerodactylidae Underwood, 1954
  - Famiglia Pygopodidae Boulenger, 1884
- Sottordine Scinciformata
  - Scincomorpha Camp, 1923
    - Famiglia Scincidae Gray, 1825

  - Cordylomorpha
    - Famiglia Xantusiidae Baird, 1858
    - Famiglia Gerrhosauridae Fitzinger, 1843
    - Famiglia Cordylidae Fitzinger, 1826
- Sottordine Laterata
  - Famiglia Gymnophthalmidae Merrem, 1820
  - Famiglia Lacertidae Gray, 1825 (lucertole, inclusi i ramarri)
  - Famiglia Teiidae Gray, 1827
  - Amphisbaenia Gray, 1844
    - Famiglia Amphisbaenidae Gray, 1865
    - Famiglia Bipedidae Taylor, 1951
    - Famiglia Blanidae Kearney, 2003
    - Famiglia Cadeidae Vidal & Hedges, 2008
    - Famiglia Rhineuridae Vanzolini, 1951
    - Famiglia Trogonophiidae Gray, 1865
- Sottordine Anguimorpha
  - Infraordine Platynota Duméril & Bibron, 1836 (o Varanoidea) 
    - Famiglia Shinisauridae Ahl, 1930
    - Famiglia Varanidae Hardwicke & Gray, 1827
    - Famiglia Lanthanotidae Steindachner, 1878

  - Infraordine Helodermatoidea
    - Famiglia Helodermatidae Gray, 1837

  - Infraordine Diploglossa Cope, 1864
    - Famiglia Anguidae Gray, 1825
    - Famiglia Diploglossidae Bocourt, 1873
    - Famiglia Anniellidae Boulenger, 1885
    - Famiglia Xenosauridae Cope, 1866
- Sottordine Iguania Cope, 1864
  - Famiglia Agamidae Spix, 1825 (agamidi)
  - Famiglia Chamaeleonidae Rafinesque, 1815 (camaleonti)
  - Famiglia Corytophanidae Fitzinger, 1843
  - Famiglia Crotaphytidae Frost & Etheridge, 1989
  - Famiglia Dactyloidae Fitzinger, 1843
  - Famiglia Hoplocercidae Frost & Etheridge, 1989
  - Famiglia Iguanidae s. str. Oppel, 1811 (vere iguane)
  - Famiglia Leiocephalidae Frost & Etheridge, 1989
  - Famiglia Leiosauridae Frost et al., 2001
  - Famiglia Liolaemidae Frost & Etheridge, 1989
  - Famiglia Opluridae Moody, 1983
  - Famiglia Phrynosomatidae Frost & Etheridge, 1989
  - Famiglia Polychrotidae Frost & Etheridge, 1989
  - Famiglia Tropiduridae Bell, 1843
- Sottordine Serpentes Linnaeus, 1758 (o Ophidia) serpenti
  - Infraordine Alethinophidia Nopcsa, 1923
    - Superfamiglia Henophidia
      - Famiglia Aniliidae Stejneger, 1907
      - Famiglia Anomochilidae Cundall, Wallach & Rossman, 1993
      - Famiglia Boidae Gray, 1825
      - Famiglia Bolyeridae Hoffstetter, 1946
      - Famiglia Cylindrophiidae Fitzinger, 1843
      - Famiglia Loxocemidae Cope, 1861
      - Famiglia Pythonidae Fitzinger, 1826
      - Famiglia Tropidophiidae Brongersma, 1951
      - Famiglia Uropeltidae Müller, 1832
      - Famiglia Xenopeltidae Gray, 1849
      - Famiglia Xenophidiidae Wallach & Günther, 1998

    - Superfamiglia Caenophidia
      - Famiglia Acrochordidae Bonaparte, 1831
      - Famiglia Colubridae Oppel, 1811
      - Famiglia Dipsadidae Bonaparte, 1838
      - Famiglia Lamprophiidae Fitzinger, 1843
      - Famiglia Natricidae Bonaparte, 1838
      - Famiglia Pseudoxenodontidae McDowell, 1987
      - Famiglia Elapidae Boie, 1827
      - Famiglia Homalopsidae Bonaparte, 1845
      - Famiglia Pareatidae Romer, 1956
      - Famiglia Viperidae Oppel, 1811
      - Famiglia Xenodermatidae Gray, 1849

  - Infraordine Scolecophidia Cope, 1864
    - Superfamiglia Typhlopoidea Gray, 1845
      - Famiglia Anomalepididae Taylor, 1939
      - Famiglia Gerrhopilidae Vidal et al., 2010
      - Famiglia Typhlopidae Merrem, 1820
      - Famiglia Leptotyphlopidae Stejneger, 1892
      - Famiglia Xenotyphlopidae Vidal et al., 2010